# Fred Sisson
Frederick James "Fred" Sisson, född 31 mars 1879 i Otsego County, New York, död 20 oktober 1949 i Washington, D.C., var en amerikansk politiker (demokrat). Han var ledamot av USA:s representanthus 1933–1937.
Sisson är begravd på Mount Olivet Cemetery i Whitesboro i delstaten New York.